# 伊藤喜美
伊藤 喜美（いとう よしみ、1922年2月9日 - 2015年7月7日）は、日本の実業家。株式会社バロー（現：バローホールディングス）の創業者で、同社相談役名誉会長を務めた。恵那商工会議所設立の発起人でもある。岐阜県出身、男性。
恵那市名誉市民にも選ばれた。 公益財団法人伊藤青少年育成奨学会の理事長を務め、伊藤の個人資産の一部を基本財産として財団が奨学金給付事業などを行っている。

## 経歴
- 1922年（大正11年） - 岐阜県恵那郡大井町（現：恵那市）に生まれる。
- 1944年（昭和19年）9月 - 法政大学法学部政経学科を卒業。
- 1958年（昭和33年）
  - 7月 - 株式会社主婦の店（のちの株式会社バロー）を岐阜県恵那市大井町に設立。
  - 9月 - スーパーマーケット「主婦の店」1号店となる恵那店を開店。
- 1992年（平成4年）1月 - 恵那商工会議所会頭に就任。
- 2004年（平成16年）11月 - 恵那商工会議所名誉会頭に就任。
- 2005年（平成17年）6月 - バロー相談役名誉会長に就任。
- 2007年（平成19年）5月 - 中部経済連合会常任理事に就任。
- 2014年 (平成26年)　旭日中綬章を叙勲[4]。
- 2015年（平成27年）7月7日 - 93歳で死去[1]。

## 人物
趣味はゴルフで、中部シニアゴルフ選手権1984年大会から1986年大会を3連覇している。